# National Route 8
Die National Route 8 (kurz N8) ist eine südafrikanische Nationalstraße, die zwischen Groblershoop und der Staatsgrenze mit Lesotho bei Maseru verläuft. 

## Streckenverlauf
Im Westen beginnt die N8 an dem Abzweig mit der N10 in Groblershoop. Mit Verlassen des Stadtgebietes überquert die N8 den Oranje auf einer 1,1 Kilometer langen Brücke und verläuft danach in Richtung Osten durch ein sehr dünn besiedeltes Gebiet mit aridem Klima. Dabei berührt sie die Orte Volop, Griekwastad, Campbell und Schmidtsdrif. Auf diesen Streckenabschnitten gibt es signalgesteuerte Bereiche mit Wartezeiten von etwa 10 Minuten. Weiter ostwärts erreicht die N8 Kimberley, die Hauptstadt der Provinz Northern Cape. Hier queren die N12 und mehrere Eisenbahnstrecken.
Ab Kimberley ist die N8 als Autobahn ausgebaut, die südwestlich durch ein nur gering bewohntes Gebiet mit vielen Salzpfannen verläuft. Parallel dazu erstreckt sich eine Eisenbahnstrecke, die ebenfalls Bloemfontein erreicht. In dieser Stadt kreuzt die N8 den stadtnah als Autobahn ausgebauten Abschnitt der N1. Weiterhin gibt es einen Abzweig der hier einmündenden N6.
Von Bloemfontein aus verläuft die N8 weiter in Richtung Osten. Dabei wird sie auch weiterhin von einer Eisenbahnstrecke flankiert. In ihrem Verlauf erschließt sie mit seitlichen Abzweigungen die Ortschaften Sannaspos, Botshabelo, Thaba Nchu und Westminster. Vor der Grenze von Lesotho trifft sie auf Ladybrand und schließlich auf den Grenzübergang Maseru Bridge (Maseru Bridge Border post). Nach Überschreiten des Flusses Caledon erreicht sie Maseru.

## Streckenausbau
Die N8 hat sehr unterschiedlich ausgebaute Teilstrecken, sowohl mit dem Charakter einer Landstraße als auch mit dem Querschnittsprofil südafrikanischer Autobahnen. Auf dem Teilstück von Groblershoop bis Kimberley ist sie einspurig mit periodischen Ausweichstellen. Zwischen Kimberley und Bloemfontein sowie fünf Kilometer ostwärts dieser Stadt besteht Autobahncharakter. Vierspurig ist sie hier aber nur acht Kilometer westlich und fünf Kilometer östlich der Stadt. Danach verläuft sie als Fernstraße nach Maseru zweispurig und befindet sich streckenweise im Ausbau.
In allen Abschnitten ist die Fahrbahn mit Asphaltdecke versehen. Als Landstraße wird sie beidseitig von einem überwiegend befestigten Randstreifen flankiert, der nur in wenigen Abschnitten geschottert ist.
Auf der N8 gibt es derzeit keine Mautstellen.